# Carl Strathmann

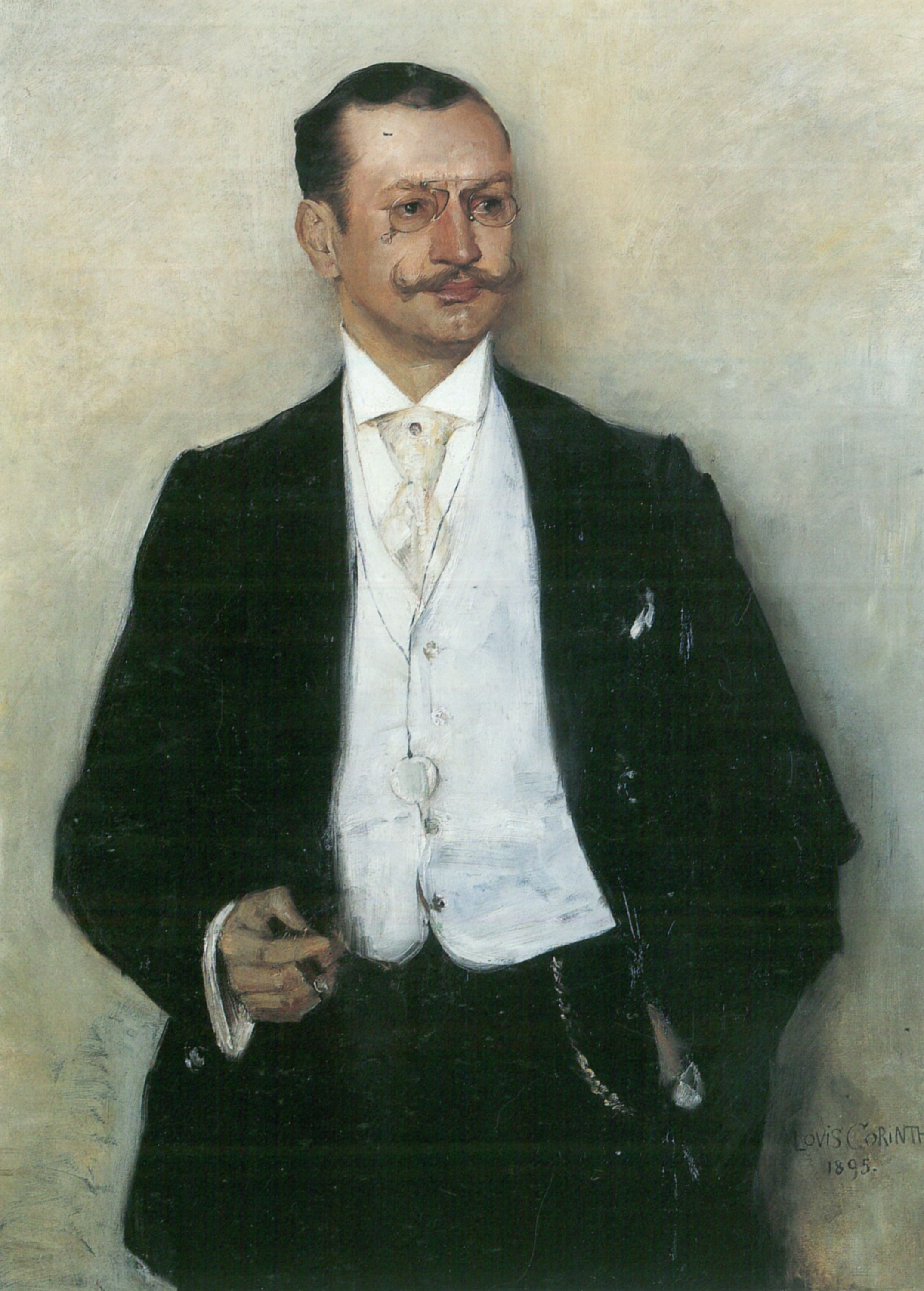
Carl Strathmann, Gemälde von Lovis Corinth, 1895

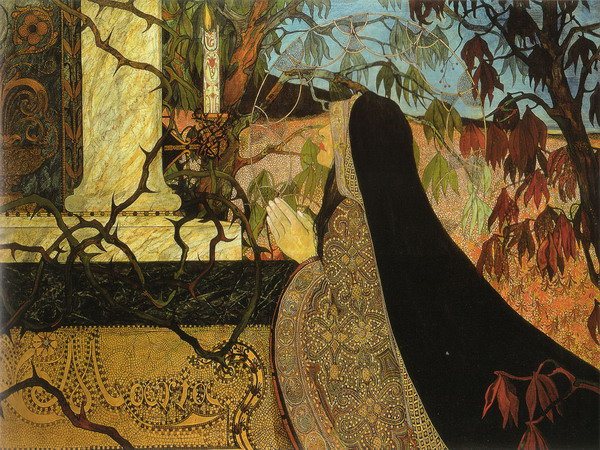
Maria, um 1895

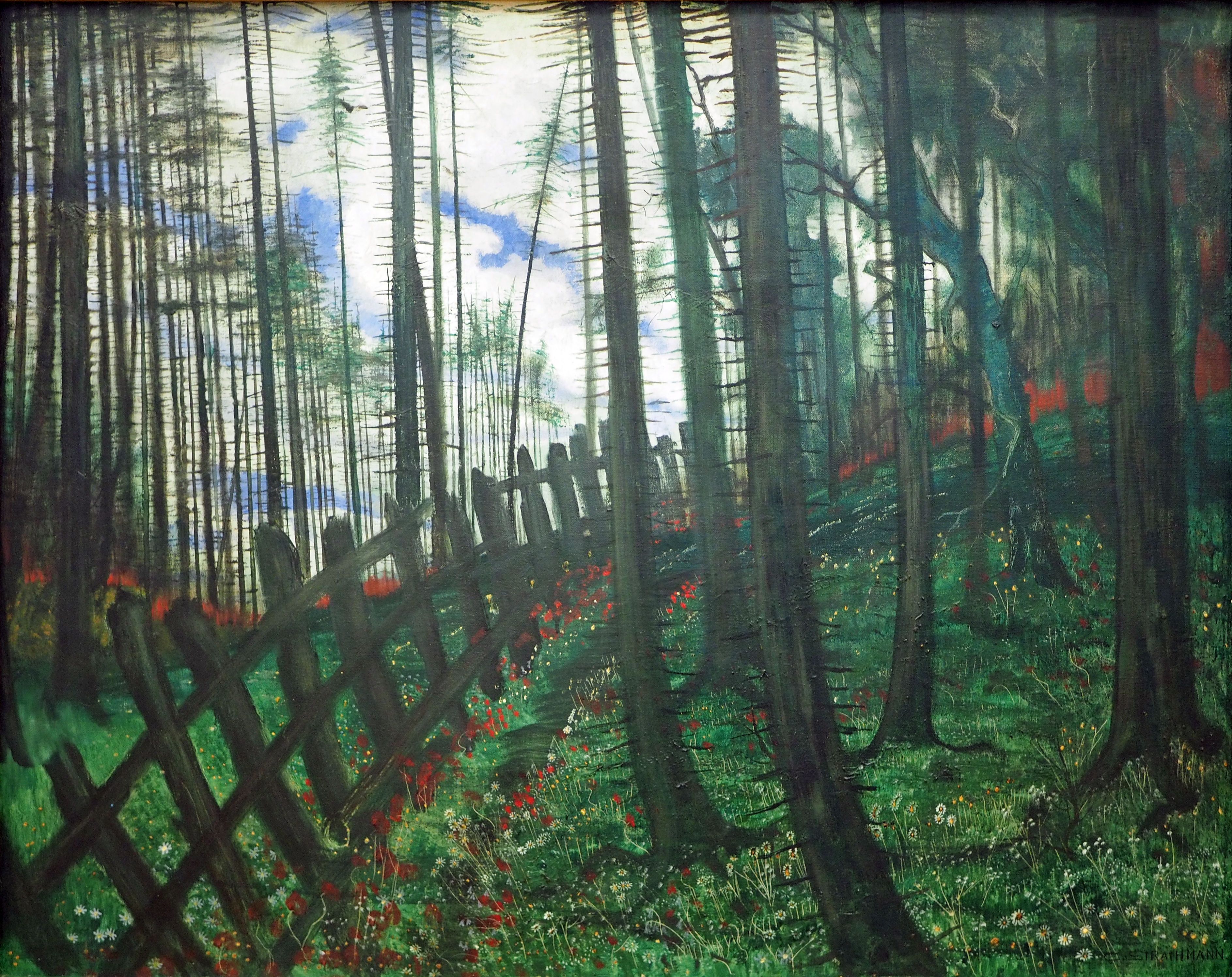
Frühling, 1906

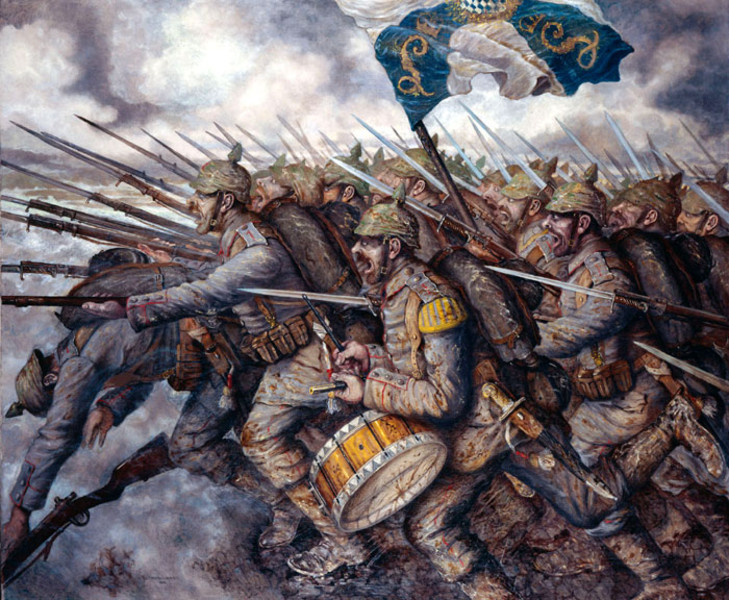
Sturmangriff, 1914

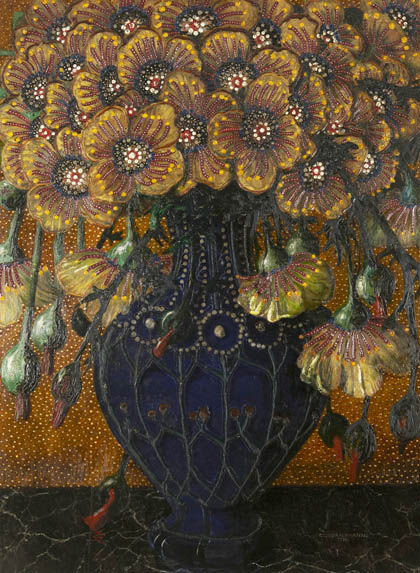
Blumenstillleben, 1916

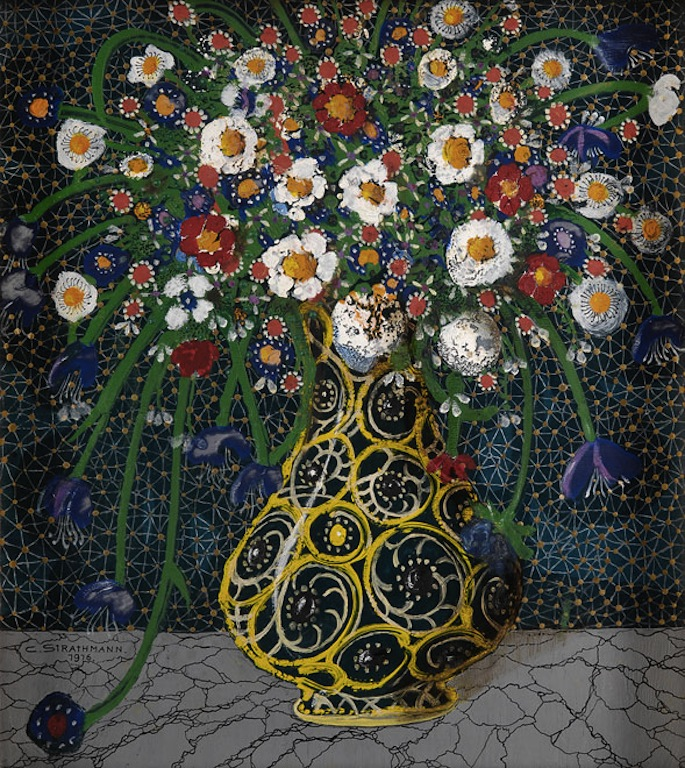
Schmetterlingsblumen, 1916

Carl Friedrich Hubert Strathmann (* 11. September 1866 in Düsseldorf; † 29. Juli 1939 in München) war ein in München tätiger deutscher Maler und Illustrator des Jugendstils und des Symbolismus.

## Leben
Strathmann wuchs in Düsseldorf als Sohn von Carl Strathmann (* 1839 in Düsseldorf; † 1907), eines deutschen Großkaufmanns bzw. Fabrikanten für Musikinstrumente und späteren Konsuls von Chile, in großbürgerlichen Verhältnissen auf. Seine englische Mutter Alice (* 1845 in Huddersfield; † 1900) ermöglichte ihm eine künstlerische Ausbildung. Sie dürfte seinen Blick auch auf englische Kunst gelenkt haben. Von 1882 bis 1886 studierte Strathmann an der Kunstakademie Düsseldorf, bei Hugo Crola, Heinrich Lauenstein und insbesondere Adolf Schill. Zu Strathmanns Kommilitonen an der Akademie gehörten neben Thomas Theodor Heine und Peter Philippi die engen Freunde Paul Neuenborn und Adelbert Niemeyer sowie Paul Bach, Robert Engels, Paul Schröter und Carl Vinnen. Nachdem er an der Akademie in Streitigkeiten verwickelt und dort wegen „Talentlosigkeit“ entlassen worden war, ging Strathmann von 1887 bis 1889 auf die Kunstschule Weimar, wo er 1888/1889 Meisterschüler Leopold von Kalckreuths war.
Der Wegzug Kalckreuths veranlasste ihn, ebenfalls Weimar zu verlassen, und 1891 nach München zu ziehen, um in dessen Bohème als freischaffender Künstler zu leben. In München traf er den Maler Lovis Corinth, mit dem ihn eine lebenslange Freundschaft verband. Dort schuf er sein großformatiges Gemälde Salambo (1894/1895), ein Hauptwerk des Münchener Symbolismus, das eine Szene aus dem gleichnamigen Roman von Gustave Flaubert zeigt: Salambo, die Tochter des Feldherrn Hamilkar, gibt sich rituellen Liebkosungen einer Schlange hin. In das ornamental gestaltete Bild hatte Strathmann künstliche Edelsteine eingefügt. Das Publikum war entsetzt und warf ihm eine „sadistische Phantasie“ und „Monstrosität der Darstellung“ vor. Der Skandal machte ihn schlagartig bekannt.
Um 1900 hatte Strathmann ein gemeinsames Atelier mit Alexander von Salzmann und Adelbert Niemeyer (Findlingstraße 28 in München). Einen Ruf als Zeichner erwarb er, nachdem bei Hanfstaengl seine Karikaturenmappe Fin de siècle erschienen war. Er zeichnete für den Pan sowie für die in München verlegten Zeitschriften Fliegende Blätter, Jugend und Simplicissimus. Außerdem schuf er Muster für Tapeten, Menü-Karten, Buchzeichen, Postkarten und Plakate. Auch die eigenen Möbel gestaltete er. Bekannt war er für seinen „eigentümlich verschnörkelten, ornamental-kunstgewerblich stilisierten, von Japan beeinflußten“ Malstil, der Motive des Fin de Siècle und Techniken des Pointillismus sowie des Impressionismus aufgriff. Seine Kunst, die sein Hang zum Skurrilen, Ironischen, Exzentrischen und Fantastischen prägte, ist mit der Malerei von Félicien Rops, Jan Toorop, Gustave Moreau und Franz Stuck verwandt.
Carl Strathmann war Mitglied der Künstlervereinigungen Allotria und des Cocorello Club, der Münchener Secession, aus der er nach Streitigkeiten bald wieder austrat, der Freien Vereinigung der XXIV, des Deutschen Künstlerbundes und der Berliner Secession, die ihm 1917 eine Ausstellung widmete. 1904 gründete Strathmann zusammen mit Max Eduard Giese, René Reinicke, Hans Beat Wieland, Wilhelm Jakob Hertling, Hugo Kreyssig, Josua von Gietl, Rudolf Köselitz, Paul Leuteritz, Hans Gabriel Jentzsch, Fritz von Hellingrath und Karl Itschner den Verein Münchener Aquarellisten. Ab 1912/1913 war er Mitglied des Deutschen Werkbundes. Lovis Corinth schrieb, dass „Strathmann in seinem Beharrungsvermögen sich in die ornamentalen Muster seiner Bilder bis in die kleinsten Details hinein versenkt und in die Details immer noch neue Motive hinein zu komponieren sucht.“
Carl Strathmann starb im Alter von 72 Jahren.

## Grabstätte
Die Grabstätte von Carl Strathmann befindet sich auf dem Münchner Waldfriedhof (Grabnr. 41-3-3).

## Nachlass
Der künstlerische Nachlass Carl Strathmanns – 447 Objekte – wurde 1960 von dessen einziger Tochter dem Münchner Stadtmuseum überlassen. Vom 15. März bis 22. September 2019 fand dort eine Retrospektive zu Carl Strathmann unter dem Titel Jugendstil skurril statt.

## Trivia
Sein Gemälde Kriegerin wurde 2020 für 6500 Euro bei Bares für Rares verkauft. Geschätzt wurde es von der Expertin auf 5000 Euro.

## Werke (Auswahl)

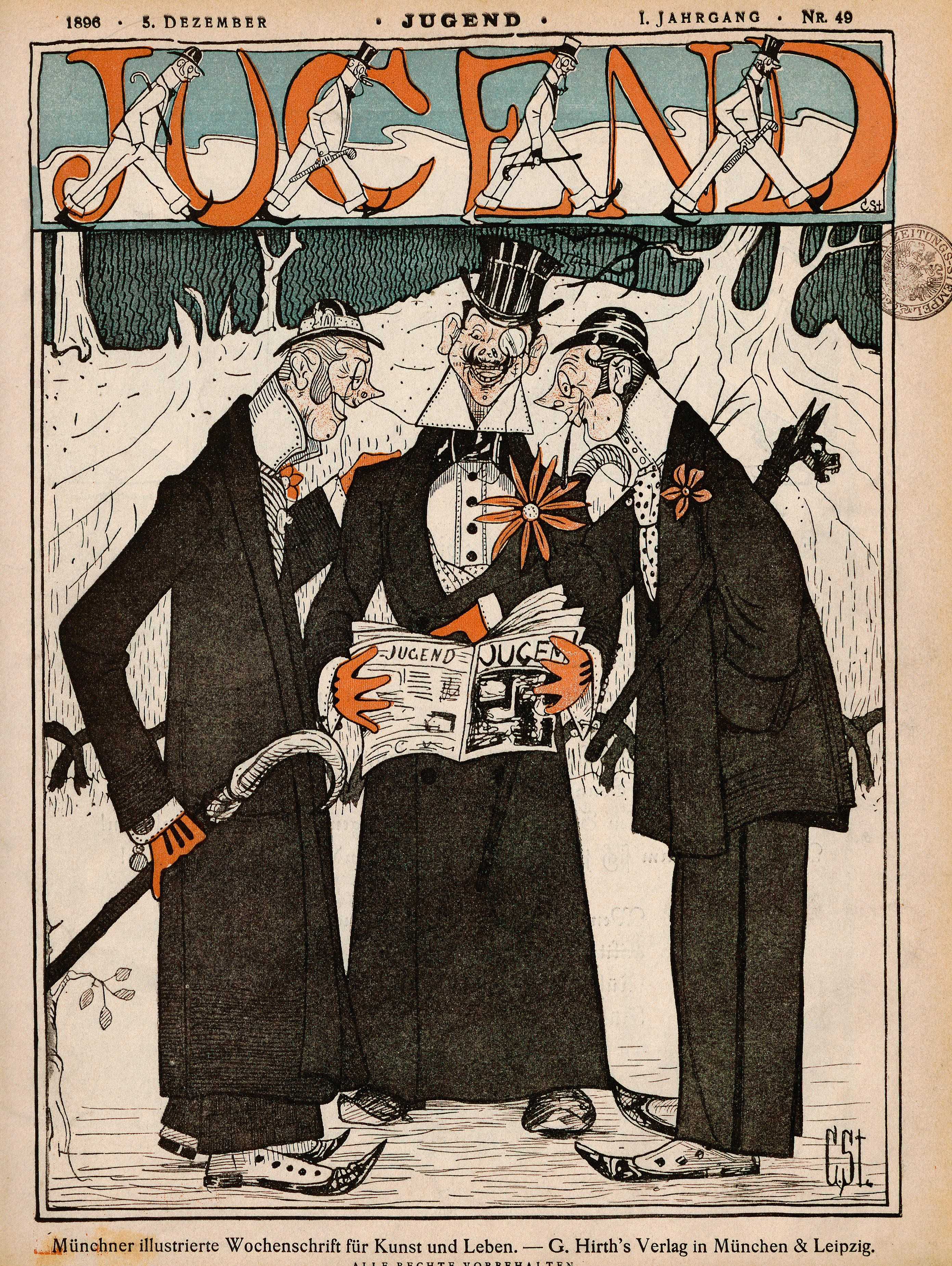
Titelblatt Jugend vom 5. Dezember 1896

- Salambo, Öl und weitere Materialien auf Leinwand (187,7 × 287 cm), 1894/1895, Klassik Stiftung Weimar[16]
- Kraniche des Ibykus, Öl auf Leinwand, 1895, 1942 verbrannt, Studie auf Zeichenkarton (80 × 58,5 cm) erhalten,[17] Neue Pinakothek
- Maria, Öl auf Leinwand (111,5 × 157 cm), um 1895, Klassik Stiftung Weimar
- Medusenhaupt, um 1897, Aquarell und Tusche auf Papier und Karton (70 × 70 cm), Münchner Stadtmuseum
- Idyll (Faun unter einem exotischen Baume bläst die Flöte, beflügelte Amoretten tanzen nach seiner Weise auf blumiger Wiese), Öl auf Pappe (84 × 93,5 cm), 1913.
- Große goldene Vase (auf einer Granitplatte stehend, gefüllt mit aufgeblühte weißen Blumen, Seerosen u. a.), Öl auf Pappe (97 × 68 cm), 1914.
- Schneckenpost (Amor, ins Horn blasend, als Postillon auf einer Schnecke), Öl auf Pappe (49 × 49 cm), 1914.
- Sturmangriff, Öl auf Leinwand (200 × 247 cm), 1914, Münchner Stadtmuseum
- Lustige Musikanten (in winterlicher Landschaft im Schneetreiben), Öl auf Pappe (70,5 × 98,5 cm), 1916.
- Schmetterlingsblumen (in großer, gold-, schwarz- und blauemaillierter Vase auf mosaikartigem Grund), Öl auf Pappe (98 × 72 cm), 1916.
- Frühlingslandschaft mit Bachlauf, Öl auf Pappe (75 × 46 cm), 1917.
- Blumenstillleben (schwarze Vase mit Wiesenblumen), Öl auf Pappe (49 × 34 cm)[18]
- Buchgrafik: Aladin und die Wunderlampe (mit Zeichnungen von Carl Strathmann). Anaconda Verlag, Köln 2011, ISBN 978-3-86647-634-9 (Originaltitel: Das Märchenbuch. Viertes Buch. Alladin und die Wunderlampe. Bruno Cassirer Verlag, Berlin 1918, spätere Auflage 1922)

- Online Sammlung Münchner Stadtmuseum Bilder zur Ausstellung: Jugendstil skurril. Carl Strathmann

## Ausstellungen
Einzelausstellungen
- 1902: Galerie Paul Cassirer, Berlin
- 1907: Arnolds Kunstsalon, Dresden
- 1910/1911: Galerie Paul Cassirer, Berlin
- 1911: Münchner Kunstverein
- 1914: Kaiser-Wilhelm-Museum, Krefeld
- 1914/1915: Kunstvereine Frankfurt am Main, Augsburg, Leipzig
- 1916/1917: Berliner Secession (Sonderausstellung)
- 1918: Kaiser-Wilhelm-Museum, Krefeld
- 1921: Leopold-Hoesch-Museum, Düren
- 1924: Wien (Sonderausstellung)
- 1931: Münchner Kunstverein (Sonderausstellung)
- 1958: Galerie Wolfgang Gurlitt, München
- 1976: Rheinisches Landesmuseum Bonn
- 2019: Münchner Stadtmuseum

Gruppenausstellungen
- 1892: Galerie Fritz Gurlitt, Berlin
- 1893–1922: Internationale Kunstausstellung München (wiederholte Teilnahme), Münchner Jahresausstellung, Münchener Secession, Große Berliner Kunstausstellung, Berliner Secession
- 1894: Galerie Fritz Gurlitt
- 1894/1895: Münchner Kunstverein (zusammen mit Walter Leistikow)
- 1895/1896: Kunsthalle Düsseldorf (Sonderausstellung der Künstlervereinigung Laetitia)
- 1905: 2. Deutsche Künstlerbund-Ausstellung, Berlin
- 1906: Kunstverein in Hamburg (Münchener Aquarellisten)
- 1907: Deutsche Nationale Kunstausstellung, Düsseldorf
- 1911: mit Wally Friedmann und Ines Wetzel, Galerie Paul Cassirer, Berlin
- 1958: Haus der Kunst, München (München 1869–1958. Aufbruch zur modernen Kunst)